# Ponte Qingchuan
Il ponte Qingchuan (cinese semplificato: 晴川 桥; cinese tradizionale: 晴川 橋; pinyin: Qíngchuān Qiáo) è un ponte ad arco ad uso stradale situato a Wuhan nell'Hubei, in Cina.

## Descrizione

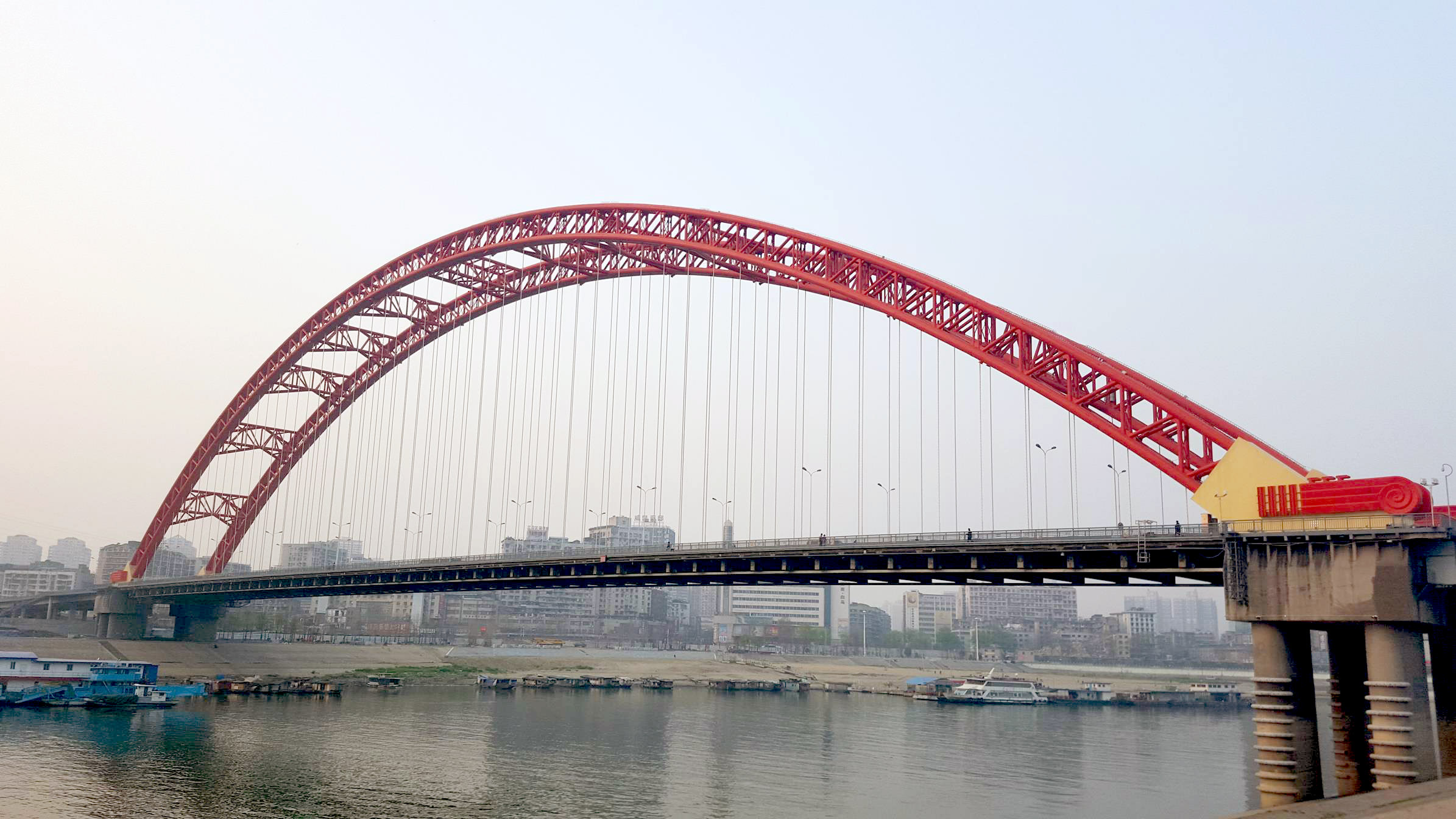
Panoramica del ponte

È il quarto ponte costruito sul fiume Han. Il ponte ha una luce di 280 m, con una lunghezza totale di 989,75 m. La costruzione è iniziata il 20 dicembre 1997 e terminata nel 2000. Il ponte, che trasporta quattro corsie, collega Yanhe Ave a Hankou con Hannan Rd a Hanyang. In origine per attraversare la struttura bisognava pagare un pedaggio, ma dopo l'implementazione della riscossione del pedaggio per via elettronica a Wuhan, il casello posto ai varchi del ponte fu demolito.